# Gudmund Spegel
Gudmund Spegel, född omkring år 1500, död efter 1556 i Badelunda församling, var en svensk domprost.

## Biografi
Gudmund Spegel föddes omkring år 1500. Han var son till hövitsmannen Jöns Kristoffersson Spegel (död 1511) i Småland, av samma släkt som Haquin Spegel, och Helena Gunnarsdotter. Han var kanik och domprost i Växjö församling. Spegel avled efter 1556 i Badelunda socken.

### Familj
Spegel var gift med Kadrine (död 1541), dotter till Björn Mundsson i Ljung. De fick tillsammans barnen kyrkoherden Lars Spegel i Kulltorps församling, kyrkoherden Kristoffer Spegel i Korsberga församling, kyrkoherden Jonas Spegel i Långaryds församling, kyrkoherden Johannes spegel i Dädesjö församling, Gunnar Gudmundsson Spegel i Halmstad, Sigge Gudmundsson Spegel i Jönköping, Anna Gudmundsdotter och Kadrina Gudmundsdotter.